# Jan Holpert
Jan Holpert, född 4 maj 1968 i Flensburg, Västtyskland, är en tysk tidigare handbollsmålvakt.

## Klubbar
- TSV Glücksburg 09
- TSB Flensburg (–1986)
- TSV Milbertshofen (1986–1993)
- SG Flensburg-Handewitt (1993–2007)